# Bjorn Meijer
Bjorn Thomas Meijer (Groninga, 18 marzo 2003) è un calciatore olandese, difensore del Club Bruges.

## Caratteristiche tecniche
È un terzino sinistro.

## Carriera
Cresciuto nel settore giovanile del Groningen, debutta in prima squadra il 16 maggio 2021 in occasione dell'incontro di Eredivisie perso 1-0 contro il PEC Zwolle.

## Statistiche
Statistiche aggiornate al 5 aprile 2025.

### Presenze e reti nei club
| Stagione           | Squadra            | Campionato         | Campionato | Campionato | Coppe nazionali | Coppe nazionali | Coppe nazionali | Coppe continentali | Coppe continentali | Coppe continentali | Altre coppe | Altre coppe | Altre coppe | Totale | Totale | Totale |
| Stagione           | Squadra            | Comp               | Pres       | Reti       | Comp            | Pres            | Reti            | Comp               | Pres               | Reti               | Comp        | Pres        | Reti        | Pres   | Reti   |        |
| ------------------ | ------------------ | ------------------ | ---------- | ---------- | --------------- | --------------- | --------------- | ------------------ | ------------------ | ------------------ | ----------- | ----------- | ----------- | ------ | ------ | ------ |
| 2020-2021          | Groningen          | ED                 | 1          | 0          | CO              | 0               | 0               | -                  | -                  | -                  | -           | -           | -           | 1      | 0      |        |
| 2021-2022          | Groningen          | ED                 | 23         | 2          | CO              | 3               | 0               | -                  | -                  | -                  | -           | -           | -           | 26     | 2      |        |
| Totale Groningen   | Totale Groningen   | Totale Groningen   | 24         | 2          |                 | 3               | 0               |                    | -                  | -                  |             | -           | -           | 27     | 2      |        |
| 2022-2023          | Club Bruges        | D1                 | 30+5       | 3          | CB              | 2               | 0               | UCL                | 8                  | 1                  | SB          | 1           | 0           | 46     | 4      |        |
| 2023-2024          | Club Bruges        | D1                 | 20+7       | 1+1        | CB              | 5               | 0               | UECL               | 9                  | 0                  | -           | -           | -           | 41     | 2      |        |
| 2024-2025          | Club Bruges        | D1                 | 5+6        | 0          | CB              | 4               | 1               | UCL                | 2                  | 0                  | -           | -           | -           | 17     | 1      |        |
| 2025-2026          | Club Bruges        | D1                 | 2          | 0          | CB              | 0               | 0               | UCL                | 1                  | 0                  | SB          | 1           | 0           | 4      | 0      |        |
| Totale Club Bruges | Totale Club Bruges | Totale Club Bruges | 75         | 5          |                 | 11              | 1               |                    | 20                 | 1                  |             | 2           | 0           | 108    | 7      |        |
| Totale carriera    | Totale carriera    | Totale carriera    | 93         | 7          |                 | 13              | 1               |                    | 20                 | 1                  |             | 2           | 0           | 128    | 9      |        |

## Palmarès

### Competizioni nazionali
- Supercoppa del Belgio: 2

Club Bruges: 2022, 2025
- Campionato belga: 1

Club Bruges: 2023-2024
- Coppa del Belgio: 1

Club Bruges: 2024-2025